# Daan Jahja
Daan Jahja ou Daan Yahya (5 janvier 1925 - 20 juin 1985), est un général indonésien, chef de la division Siliwangi et gouverneur militaire de Jakarta de 1949 à 1950.